# Ezo (Südsudan)
Ezo ist eine Stadt im Südwesten des Südsudan in dem Bundesstaat Western Equatoria.
Die Stadt liegt an der Grenze zur Demokratischen Republik Kongo und in der Nähe des Dreiländerecks mit der Zentralafrikanischen Republik. Sie ist der Sitz eines anglikanischen Bistums. Im Jahr 2008 gab es 31.644 Einwohner. In der Stadt existierte bis 2015 eine Flüchtlingssiedlung für 3300 Menschen aus dem Kongo. Während des Bürgerkrieges mussten viele der Flüchtlinge und Einwohner aus der Stadt fliehen. Seit dem Ende des Krieges 2018 kehren die Einwohner wieder zurück. Während des Kriegs wurde die Schule, so wie viele der Häuser durch eine Flut zerstört.